# Cacahuatlán, Guerrero
Cacahuatlán är en ort i Mexiko.   Den ligger i kommunen Teloloapan och delstaten Guerrero, i den södra delen av landet, 140 km sydväst om huvudstaden Mexico City. Cacahuatlán ligger 1 034 meter över havet och antalet invånare är 283.
Terrängen runt Cacahuatlán är lite bergig. Runt Cacahuatlán är det ganska glesbefolkat, med 50 invånare per kvadratkilometer. Närmaste större samhälle är Teloloapan, 18,9 km sydost om Cacahuatlán. I omgivningarna runt Cacahuatlán växer huvudsakligen savannskog.